# Louis Marie de Panetier de Miglos
Louis Marie de Panetier de Miglos ou Louis Marie de Panetier de Miglot ou Louis Marie de Panetier de Montgrenier est un homme politique français du XVIIIe siècle.

## Biographie
Louis Marie de Panetier de Miglos, comte de Miglos et de Montgrenier, seigneur direct de Villeneuve, est député de la noblesse aux états généraux de 1789 pour la vicomté de Couserans. Il vote avec les partisans de l'Ancien Régime et cesse de siéger après le 17 juin 1790. Trois documents de l'assemblée sont conservés à son sujet dont une protestation lors de la séance du 1er juillet 1789. Très opposé aux révolutionnaires, il quitte l'Assemblée en 1791.
Il crée une légion contre-révolutionnaire qui combattra depuis l'Espagne d'abord dans les rangs du général Antonio Ricardos, puis prendra son autonomie. Il prendra en Roussillon Montbolo et Saint-Marsal.  Il recrute aussi bien des membres de la noblesse émigrée que des déserteurs Français qui se présentent et également quelques sous-officiers espagnols. Ses effectifs sont de 400 hommes. Ils combattent aux côtés des troupes espagnoles du général Antonio Ricardos pendant la guerre entre le Royaume d'Espagne et la France révolutionnaire, en Catalogne. Assez rapidement, la plupart des Français quittent la légion du Vallespir (qui devient bataillon de la frontière) pour rejoindre Panetier. Ce dernier s'illustre avec sa troupe par les prises de Montbolo et Saint-Marsal et prend ses quartiers d'hiver à Port-Vendres. Ils défendent Port-Vendres en mai 1794 et sont évacués par mer pour éviter qu’ils ne soient faits prisonniers et guillotinés. Ils sont commandés par le colonel-comte de Panetier, et à sa mort en janvier 1794 par le général Santa-Clara.